# Tancredo de Hauteville (señor de Cotentin)
Tancredo de Hauteville o bien Tancredo de Altavilla en su versión italianizada, (c. 980-1041) fue un noble normando del siglo XI cuya importancia histórica proviene enteramente de los logros de sus hijos, y de los descendientes de estos. Gobernó un feudo cercano a Coutances, en Cotentin, en la actual región de la Baja Normandía. 
Surgieron varias leyendas posteriores sobre Tancredo, dada la relevancia que adquirieron sus descendientes, si bien éstas no cuentan con ninguna evidencia contemporánea que las sostenga.

## Ancestros
Su ascendencia no está confirmada, pero algunos datos apuntan que su padre Guiscard de Hauteville (870-950) pudo ser hijo de Hialti de Hauteville (852-888), cuya estirpe procedía de Møre, Noruega. Por lo tanto la casa de Altavilla pudo tener sus orígenes en Hiallt (m. 920), un vikingo que se asentó en Cotentin. El nombre de la dinastía proviene de la forma latina de su morada señorial: Hialtus Villa (Hauteville), la residencia de Hiallt. Tancredo fue su bisnieto.

## Familia y descendientes
Tuvo 12 hijos de sus dos esposas (sobre las que se afirma que ambas eran hijas del duque Ricardo I de Normandía, aunque basándose en un testimonio tardío de dudosa credibilidad), así como un número indeterminado de hijas. Casi todos sus hijos dejaron Normandía y se trasladaron al sur de Italia, consiguiendo mucha prominencia en ese lugar.
De su primera esposa, Muriella, nacieron:
- Serlo o Serlon I de Altavilla, que permaneció en Normandía.
- Beatriz (m. 1101), contrajo matrimonio primero con Armando de Mortain y luego con Rogelio.
- Godofredo de Altavilla, lord de Altavilla y conde de Loritello (m. 1063).
- Guillermo Brazo de Hierro, conde de Apulia (m. 1046).
- Drogo, conde de Apulia (m. 1051).
- Hunifredo, conde de Apulia (m. 1057).

Según el cronista italiano de las conquistas normandas en el sur de Italia, Amatus de Montecassino, Tancredo habría sido un hombre con una moralidad muy estricta que no estaba dispuesto a mantener una relación en pecado, por lo que contrajo nuevas nupcias, al no ser capaz de vivir en perfecto celibato. Su segunda esposa Fressenda (o Fredesenda) tuvo siete hijos varones y al menos una hija:
- Roberto Guiscardo, conde de Apulia (1057), luego duque de Apulia y Sicilia (m. 1085).
- Mauger de Altavilla, conde del Capitanato (m. 1064).
- Guillermo de Altavilla, conde del Principado (m. 1080).
- Alberico o Alvaredo, Alveredus en latín, que permaneció en Normandía.
- Humberto (permaneció en Normandía).
- Tancredo (permaneció en Normandía).
- Roger de Altavilla, conde de Sicilia desde 1072 (m. 1101).
- Fressenda, que se casó con Ricard Carrel (muerto en 1078), conde de Aversa y I príncipe de Capua.[8]

## Otros Tancredos de Altavilla
El bisnieto de Tancredo, también llamado Tancredo de Hauteville, fue uno de los líderes de la Primera Cruzada. Era nieto de su hijo, el duque Roberto Guiscardo. Tras la cruzada, Tancredo se convirtió en Príncipe de Antioquía.